# Thysanoplusia
Thysanoplusia is een geslacht van nachtvlinders uit de familie van de uilen (Noctuidae).

## Soorten
- T. ablusa (Felder, 1874)
- T. acosmia (Dufay, 1972)
- T. anargyra (Guenée, 1852)
- T. angulum (Guenée, 1852)
- T. asapheia (Dufay, 1977)
- T. aspila (Dufay, 1972)
- T. aureopicta Ronkay & Behounek, 1996
- T. bipartita Snellen, 1880
- T. brechlini Ronkay & Behounek, 1999
- T. capnista (Dufay, 1972)
- T. cernyi Ronkay & Behounek, 1999
- T. circumscripta (Freyer, 1831)
- T. clarci (Hampson, 1910)
- T. cupreomicans (Hampson, 1909)
- T. chalcedona (Hampson, 1902)
- T. daubei (Boisduval, 1840)
- T. distalagma (Hampson, 1913)
- T. dolera (Dufay, 1977)
- T. eikeikei (Bethune-Baker, 1906)
- T. ekeikei Bethune-Baker, 1906
- T. eutheia (Dufay, 1972)
- T. exquisita (Felder & Rogenhofer, 1874)
- T. flavirosea (Dufay, 1972)
- T. florina Guenée, 1852
- T. hemichalcea (Hampson, 1913)
- T. homoia (Dufay, 1968)
- T. ignescens (Dufay, 1968)
- T. ignicollis (Dufay, 1968)
- T. indicator (Walker, 1858)
- T. intermixta Warren, 1913
- T. jonesi Ronkay & Behounek, 1996
- T. laportei (Dufay, 1972)
- T. lectula (Walker, 1858)
- T. mulunga (Dufay, 1972)
- T. nyei (Dufay, 1972)
- T. orichalcea

Zuidelijke koperuil (Fabricius, 1775)
- T. rectilinea (Wallengren, 1856)
- T. reticulata (Moore, 1882)
- T. rostrata (Fletcher D. S., 1963)
- T. semirosea (Dufay, 1968)
- T. sestertia (Felder & Rogenhofer, 1874)
- T. spoliata (Walker, [1858])
- T. tetrastigma (Hampson, 1910)
- T. turlini (Dufay, 1978)
- T. viettei (Dufay, 1968)
- T. violascens (Hampson, 1913)